# Vic Morrow
Vic Morrow (eigentlich Victor Morozoff; * 14. Februar 1929 in New York City; † 23. Juli 1982 in Santa Clarita) war ein US-amerikanischer Schauspieler.

## Leben
Victor „Vic“ Morozoff brach seine Schulausbildung mit 17 Jahren ab und wurde Matrose bei der United States Navy. Danach begann er ein Jurastudium in Florida. Schließlich absolvierte er eine Schauspielausbildung in New York. Sein Filmdebüt hatte Vic Morrow 1955 in dem Streifen Blackboard Jungle (dt.: Die Saat der Gewalt), in dem er in der Rolle eines kriminellen Schülers Aufmerksamkeit erregte. Der Erfolg dieses Films führte zu weiteren Kinoverpflichtungen, in denen Morrow nicht über Nebenrollen als Gangster hinauskam. Von 1962 bis 1967 hatte er jedoch großen Erfolg in der Hauptrolle der Fernsehserie Combat, in der er einen Sergeant der United States Army während des Zweiten Weltkrieges spielte. Für die Serie trat Morrow auch wiederholt als Regisseur und Autor in Erscheinung.
1966 drehte Vic Morrow mit Deathwatch seinen ersten Film als Regisseur und Drehbuchautor. Es folgte die Inszenierung mehrerer Episoden der Serie Combat, 1970 folgte mit Der Einsame aus dem Westen sein zweiter Spielfilm. Bis 1980 inszenierte er noch einzelne Episoden verschiedener Fernsehserien.
Nach Einstellung der Serie versandete Morrows Karriere weitgehend. 1982 gab ihm Regisseur John Landis die Chance zu einem Comeback auf der Leinwand in dem Episodenfilm Unheimliche Schattenlichter (Originaltitel: Twilight Zone: The Movie). Bei den Dreharbeiten kam es bei einem gewagten Stunt zu einem Unfall, bei dem Vic Morrow und zwei Kinderdarsteller durch einen abstürzenden Hubschrauber getötet wurden. Morrow fand seine letzte Ruhestätte auf dem Hillside Memorial Park Cemetery in Culver City, Kalifornien.
Aus Vic Morrows Ehe mit der Schauspielerin und Autorin Barbara Turner (von 1957 bis 1964) stammen seine beiden Töchter Carrie Morrow und Jennifer Jason Leigh.

## Filmografie
Schauspieler
- 1955: Die Saat der Gewalt (Blackboard Jungle)
- 1956: Mein Wille ist Gesetz (Tribute to a Bad Man)
- 1956: Tag ohne Ende (Men in War)
- 1957: Raketenbasis X13 sprengen (Hell’s Five Hours)
- 1958: Mein Leben ist der Rhythmus (King Creole)
- 1960: Cimarron (Cimarron)
- 1960: Die gnadenlosen Vier (Posse from Hell)
- 1961: Tote können nicht mehr singen (Portrait of a Mobster)
- 1969: Target: Harry (Target: Harry) (Fernsehfilm)
- 1970: Mit Staatsanwälten spielt man nicht (Travis Logan, D.A.) (Fernsehfilm)
- 1970: A Step Out of Line (Fernsehfilm)
- 1972: Das Glashaus (Tha Glass House)
- 1973: Kesse Mary – Irrer Larry (Dirty Mary, Crazy Larry)
- 1974: California Kid  (The California Kid)
- 1975: Das ganz große Ding (La baby sitter)
- 1975: Die Nacht, als die Marsmenschen Amerika angriffen (The Night That Panicked America, Fernsehfilm)
- 1976: Die Bären sind los (The Bad News Bears)
- 1976: Fluchtweg Canyon (Death Stalk) (Fernsehfilm)
- 1976: Der Goldschatz der Matecumbe (Treasure of Matecumbe)
- 1977: Gangster im OP (The Hostage Heart) (Fernsehfilm)
- 1977: Roots (Fernsehserie)
- 1977: Die schwarzen Panther vom Cypress-Moor (The Ghost of Cypress Swamp) (Fernsehfilm)
- 1978: Drei Engel für Charlie (Charlie’s Angels; Fernsehserie, Folge: Mord in Las Vegas)
- 1978: Der Mann, der Berge versetzt (The Man with the Power) (Fernsehfilm)
- 1978: Sternenkrieg im  Weltall (Uchu kara no messeji)
- 1980: Das Grauen aus der Tiefe (Humanoids from the Deep)
- 1979: Leadsville Nights (The Evictors)
- 1981: The Last Jaws – Der weiße Killer (L'ultimo squalo)
- 1981: Magnum (Magnum, p.i.; Fernsehserie, Folge: Die Welle des Todes)
- 1982: The Riffs – Die Gewalt sind wir (1990: I guerrieri del Bronx)
- 1982: Unheimliche Schattenlichter (Twilight Zone – The Movie)

Regisseur
- 1970: Der Einsame aus dem Westen (Sledge)